# Казе ди Фелегара (Ређо Емилија)
Казе ди Фелегара је насеље у Италији у округу Ређо Емилија, региону Емилија-Ромања.
Према процени из 2011. у насељу је живело 34 становника. Насеље се налази на надморској висини од 76 м.